# 特魯瓦埃韋謝山

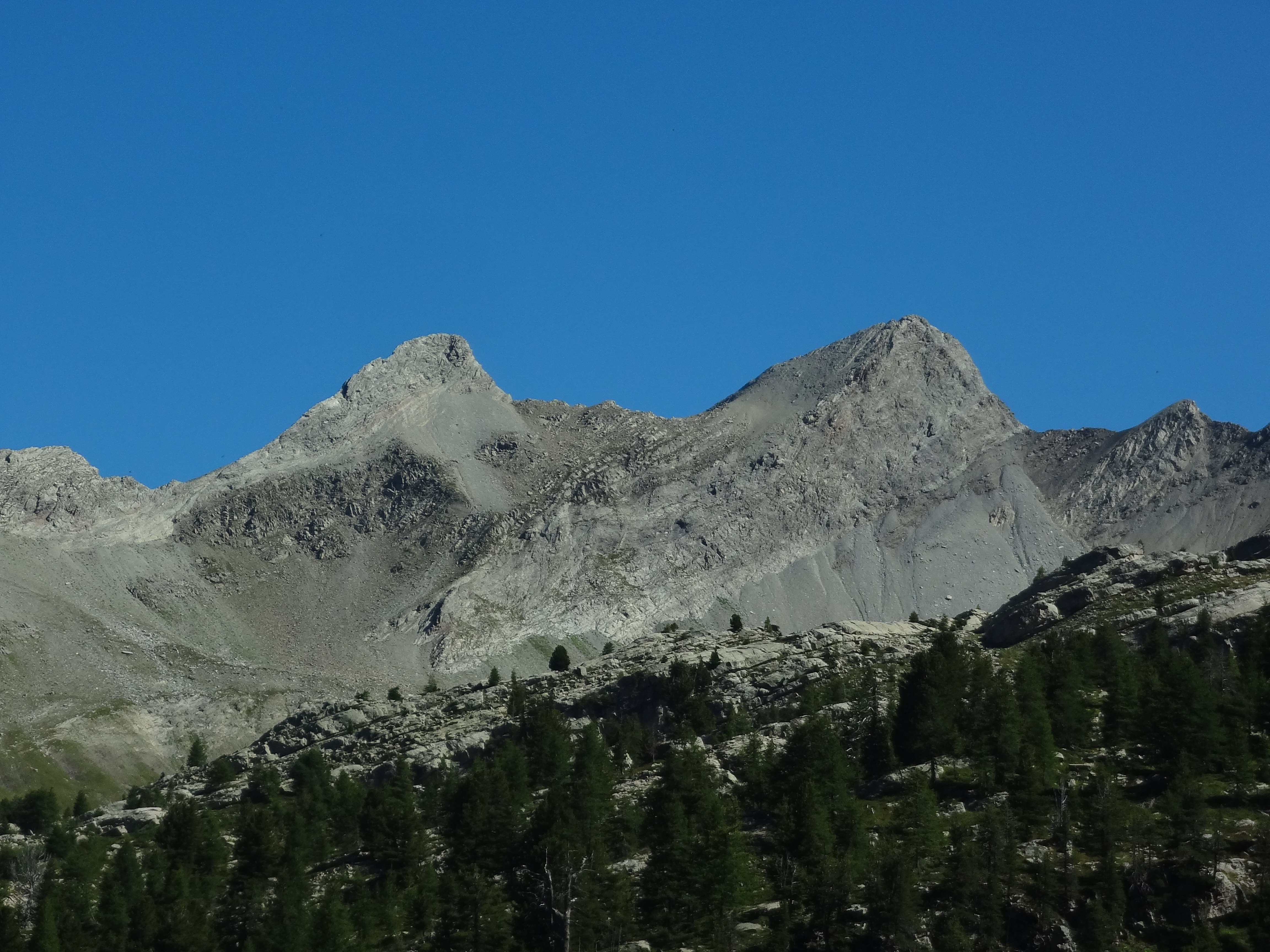

44°17′N 06°32′E / 44.283°N 6.533°E
特魯瓦埃韋謝山（法語：Massif des Trois-Évêchés），是法國的山峰，位於該國東南部，由普羅旺斯-阿爾卑斯-蔚藍海岸大區負責管轄，屬於普羅旺斯阿爾卑斯山脈的一部分，最高點埃斯特羅峰海拔高度2,961米。